# Салаши (Львовская область)
Салаши́ (укр. Салаші) — село в Яворовской городской общине Яворовского района Львовской области Украины.
Население по переписи 2001 года составляло 316 человек. Занимает площадь 0,959 км². Почтовый индекс — 81014. Телефонный код — 3259.